# 肯特州立大学枪击事件
肯特州立大學槍擊案（英語：Kent State Shootings），又稱五·四屠殺或肯特州立大學屠殺，為1970年一場美國政府對反越戰示威的武裝鎮壓。當年4月30日，時任總統尼克遜於電視演講公佈即將入侵柬埔寨，違反其先前將淡出越戰的承諾並因此引爆民憤，再度於全國各地觸發新一波反戰示威潮；其時位於俄亥俄州肯特城的肯特州立大學學生亦有發起示威聲援。5月4日，國民警衛隊進入校園武力清場，更於13秒內向手無寸鐵的示威學生連續發射67發實彈，最終釀成4死9傷，其中一名傷者更被打成終身殘廢。
慘案事發後震動全國，特別學界全體上下均為之震怒：全美上百所大專院校及中學共四百萬學生發動罷課抗議政府血腥鎮壓，學校完全停止運作，更再度加深美國民眾對於政府參與越戰的反感。最終該次鎮壓行動被总统特别调查委员会认定為非必要及不可原谅，随后法院更判決俄亥俄州州政府需向死者遺屬及傷者支付675,000美元赔偿，并且對其公开道歉。

## 事件背景

### 社会背景
理查德·尼克松于1968年就任美国总统。尼克松于竞选时许诺逐步结束越南战争。然而，1969年11月，美军对越南美莱村大屠杀事件（504名村民遇害，殺害者包括嬰兒，亦有輪姦女性和肢解屍體）被曝光，引发了美国国内对越南战争的更加强烈的反对声音。另外，接下来的一个月，美国实行了自二战以来的第一次抽签征兵。人们本以为越南战争会在1969年结束。然而，总统尼克松于1970年4月30日宣布进军柬埔寨。这一行动激怒了那些认为这一行动只会激化矛盾，希望越南战争早日结束的人。许多年轻人，包括大学生和老师在内，十分不希望自己被抽签选中去参加一场他们自己强烈反对的战争。将战争扩张到另一个国家的行为加深了他们对被抽签选去参加战争的顾虑。举国上下，大学校园里抗议频频爆发，这一时期被称为“全国学生大示威”。这一系列事件，为1970年五月初的肯特州立大学枪击案的爆发奠定了基础。

### 学校背景
肯特州立大学位于俄亥俄州肯特市，二十世纪六十年代美国爆发了多次学生运动。其中“学生争取民主协会”于六十年代中期兴起，是由一些激进的学生组成的“新左派”的学生组织，对美国学生社团形成了很大影响。肯特州立大学在六十年代内部走向分裂。传统的“兄弟会”与新兴的激进主义“学生争取民主协会”由于理念价值观的不同而矛盾频发。1969年4月8日，肯特大学一些“学生争取民主协会”成员为抗议预备役征兵计划袭击学校行政大楼。4月16日，在对两名“学生争取民主协会”会员进行的休学听证会上，“学生争取民主协会”的一些成员与“兄弟会”成员产生武力冲突。骚乱以58名示威者被逮捕而告终。事件过后，肯特州立大学采取一定措施试图走出骚乱的影响。肯特州立大学似乎恢复了往日的平静。然而一年后，因为尼克松宣布进军柬埔寨，一场更大的学生运动即将开始。

## 事件经过及总统特别调查委员会的描述

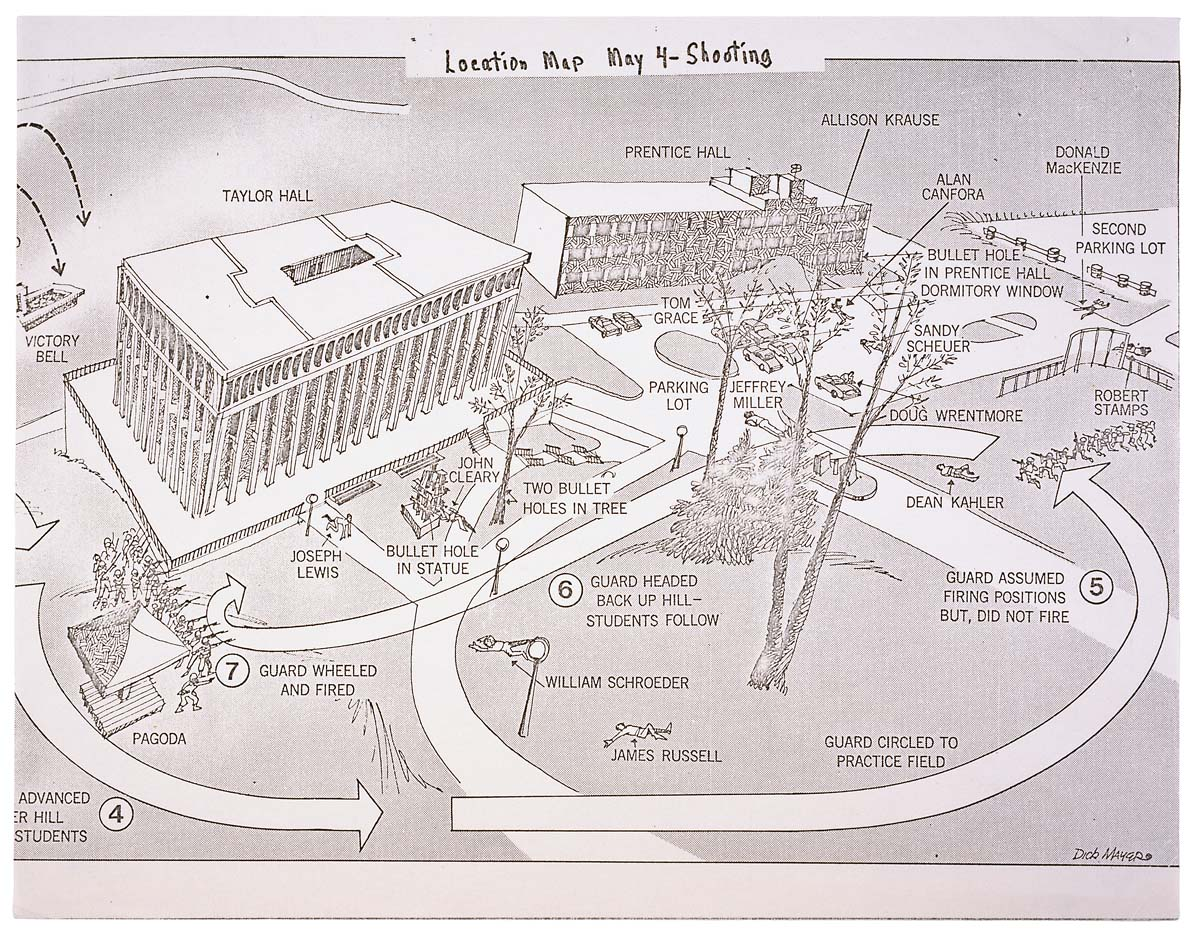
槍擊事件地圖

### 4月30日（星期四）
尼克松总统宣布美军作战部队进入柬埔寨。

### 5月1日（星期五）
大约五百名学生聚集在肯特州立大学的公共草坪（位于校园中央的一座被青草覆盖的小山。此地经常被用作集会和抗议活动的聚集地）举行示威游行。在下午1时之前，当人群开始分散，准备去上课时，人们开始筹划在5月4日举行另一次集会活动，抗议尼克松政府扩大越南战争，入侵柬埔寨。在当天的集会上，示威者普遍表现出愤怒的情绪。许多抗议者喊出了“把战争带回家”的口号。为了表示对尼克松政府派兵柬埔寨的不满，一名研究生在一群学生的注视下烧毁了一份美国宪法，另一名学生则烧毁了自己的征兵卡。
大约午夜时分，镇上开始出现骚乱。一群人走出酒吧，向街上的汽车投掷啤酒瓶，并毁坏闹市区商店的店面。在此期间，有人将一家银行的玻璃击碎，由此鸣响了银行的警报器。此事很快在附近传播开来，一些酒吧为了避免事端提早歇业。很快，有越来越多的人加入到破坏的行列中来。
在警察赶到之前，已经有大约120人聚集起来，他们当中的一些人在街上点起了篝火。这些人当中有骑自行车的人，有学生，也有一些过路的人。当地警察赶来后，人群中有人向警察投掷啤酒瓶，喊出侮辱性的语言。肯特市的全部警力以及周围地区的一些警官接到命令，处于待命状态。肯特市市长鲁伊·萨特罗宣布全市进入紧急状态，并致电俄亥俄州州长请求支援。市长下令全市的所有酒吧关门停业。然而这一命令却点燃了更多人的怒火。警方最终使用催泪弹驱散了闹市区的人群，并且迫使他们回到几个街区以外的校园里。

### 5月2日（星期六）
肯特市的政府官员以及闹市区的一些商家接到传言，称一些激进分子已经进入肯特市，企图摧毁城市和大学。萨特罗市长与当地政府官员以及一名俄亥俄州国民警卫队的代表举行联席会议。受到当地流言的影响，萨特罗市长认为当地的政府官员和警力没有能力控制在未来可能出现的暴乱。于是在会议后，市长决定请来俄亥俄州州长罗兹，并于当地时间下午5时发出请求，希望派遣国民警卫队到肯特市来，这一请求获得了批准。然而市长的求援行动并没有通知学校当局，因而学校官员仍旧同意反战学生傍晚在校园公共草坪举行集会。国民警卫队于晚上10时到达肯特市时，一场大规模的游行示威活动已经在校园中进行。此后局势逐渐开始失控，后备军官训练队大楼（ROTC）遭纵火，有超过一千名抗议者聚集在大楼周围。在抗议者们的欢呼声中，大楼最终化为了灰烬。大火没有造成任何人员伤亡，而纵火者也没有被逮捕。几名前来救火的消防员和警官被人群用石块和其他物体袭击。由于抗议者们将消防水龙带拖到了公共草坪并且对其猛砍，几个消防连队还不得不被请来参与灭火。之后国民警卫队开始展开大规模的逮捕行动，并且对人群使用了催泪弹。至少一名学生在此期间受到刺刀袭击，受了轻伤。

### 5月3日（星期日）
在肯特消防站召开的记者招待会上，情绪激动的州长罗兹猛敲桌子，称抗议学生不是真正的美国人，并将他们称作是试图摧毁俄亥俄州高等教育的暴动分子。罗兹说道：“在肯特市，我们已经见证了一次由异端者所发动的，恐怕是有史以来最恶毒的针对学校的暴力事件。他们制定了无数纵火和破坏的计划。他们朝警察、国民警卫队以及高速公路刑警投掷石块。现在到了我们运用执法机构所拥有的一切手段，将他们赶出俄亥俄州的时候了。我们将斩草除根，而不只是针对表面现象。这些人从一个校园奔向另一个校园，给社会制造恐慌。他们比纳粹德国的冲锋队、共产党势力，还有三K党以及自卫派（vigilantes）还要可怕。他们是我们美国所庇护的最恶劣的一群人。他们掌控校园的阴谋将不会得逞。我认为我们现在正在与美国历史上最强大，最训练有素，最好战，也最革命的一群人对抗。”从他讲话的录音中可以听见他在叫喊着，并不时地捶打着桌面。
罗兹同时表示他将获得法院命令来宣布全州的紧急状态，禁止更进一步的游行示威活动，让人们感到宣布了一种类似于戒严令的状态。然而事实上他从未试图去获得法院命令。
当天白天，一些学生来到肯特的闹市区，帮助清理昨晚的闹事现场。下午，肯特州立大学一派平静祥和的气氛。一位名叫杰夫·萨洛特（Jeff Sallot）的记者描述当时的情景说：“多么动人的一天！这是一个真正的春日，许多学生第一次脱下了大衣，穿上春装，走到户外去。他们在一种友好的气氛中与警卫队士兵们相处……没有担忧，没有焦虑，也没有怨恨。前一天晚上所有的侮辱性的语言此刻都已经被抛到脑后。我听到传言称，‘国民警卫队今晚就会离开。’我真的期待他们在上午结束之前就能离开。”
萨特罗市长在受惊的市民的压力下，下令在另行通知前实行宵禁。城市宵禁时间被定在晚8时到次日早晨6时。校园里的宵禁时间从凌晨1时开始。但市长也在宣言中特别提到，允许校园里和平的集会和游行示威活动。
大约在晚上8时，另一次集会在校园里的公共草坪展开，根据总统委员会的调查结果，当时聚集的人群表现得十分平静。尽管如此，随着聚集人数的上升，当地官员的恐慌情绪也开始加深。校警和俄亥俄州高速公路巡警向当时国民警卫队的负责人阿诺德·芬利上校建议取消市长之前从凌晨1时开始的宵禁令，改为即刻执行宵禁。然而他们却并未考虑这样对于宵禁时间的突然修改可能对人群的情绪造成的影响，而且也没有人在此期间告知市长修改校园内宵禁时间的提议。随后，国民警卫队选出的法律事务代表琼斯少校向聚集在公共草坪的人群宣读了《俄亥俄州取缔暴动法案》，并向下令人群在五分钟之内自行解散。人群中的很多人基于市长之前允许在校园里和平集会和游行示威的宣言，并不理会琼斯的命令。于是国民警卫队开始使用催泪弹驱散人群。学生们随后重新聚集在林肯路和主街的路口开始静坐，并希望能与萨特罗市长以及怀特校长见面进行谈判，然而，这一要求却遭到了拒绝。11时，《取缔暴动法案》再次被宣读，这次是由芬利上校宣读的。在此之后，之前还很平静的学生开始感到自己遭到了愚弄，于是他们开始朝警卫队士兵喊出一些侮辱性的语言，并向他们投掷石块。警卫队于是再次使用了催泪弹，强迫学生回到宿舍。几名学生在这一过程中受到警卫队刺刀的袭击。

### 5月4日（星期一）
按照三天前的计划，一次抗议示威活动定于当天中午开始。肯特州立大学官员试图阻止这次集会，事先散发了12000份传单，宣称这次集会已经被取消。尽管如此，还是有大约2000人聚集在泰勒楼旁的公共草坪。抗议活动以校园里的胜利钟的钟声为开始的信号，随后第一波的抗议者开始发表讲话。
当时在校园中的第145步兵团A、C兩连以及第107装甲骑兵团G队的士兵试图驱散聚集的学生。这项驱散人群命令的合法性事后成为争论的焦点。驱散行动从当天上午晚些事后开始，由巡逻兵哈洛德·赖斯（Harold Rice）驾驶一辆警卫队吉普车向学生宣读“停止集会否则逮捕”的命令。抗议者们向警卫队投掷石块作为应答，击中了一名校方巡逻员，并最终迫使吉普车撤回。
正午之前，警卫队重新来到公共草坪并且再一次命令人群散开。人群中大多数人依然拒绝散开，警卫队遂开始使用催泪弹。由于风力的影响，催泪弹并没有能够有效驱散人群。一些人开始再一次向警卫团一齐投掷石块，口中喊着“猪猡们滚出学校！”学生们将催泪弹捡起扔回给警卫队。警卫队士兵们此时已经戴上了防毒面具。
当意识到人群不会散开之后，由77名國民警衛隊A连和G队隊員组成的士兵，拿着装有刺刀的M1加兰德步枪向数以百计的抗议者进发。抗议者们在此时从公共草坪撤退，越过毯子山（Blanket Hill）。接着学生们以一种松散的队形，沿着泰勒楼向东北方向移动，并继续前进到普伦蒂斯楼（Prentice Hall）前的停车场上。警卫队士兵跟在抗议者后面越过了毯子山，但之后并没有和抗议者一样向左转向，而是继续径直向前，朝着被铁丝网围栏围住的运动场前进。他们在这里停留了大约十分钟，不确定如何才能离开这里，回到原来的路上去。在这期间，一大伙学生开始聚集在警卫队士兵的左侧和前方大约150到225英尺远的泰勒楼的走廊上。另一些人在散布在泰勒楼和普伦蒂斯楼之间的停车场上。大约有35到40人站在停车场上，或者按照他们之间接到的命令在停车场附近解散。
运动场上的警卫队员们大体上距离停车场大约100码。在这时，一些士兵成跪射姿势瞄向停车场方向，然后又再次站起身。几名士兵聚集成一小团开始互相交谈起来，似乎不知道接下来该怎么办。他们此时已经驱散了公共草坪上的抗议者，很多学生已经离开，尽管仍有一些人仍留下来愤怒地与士兵们对峙。一些人向士兵们投掷石块和催泪弹。大约十分钟之后，警卫队开始重新回过头越过毯子山，向公共草坪行进。这时一些在泰勒楼走廊上的学生开始缓慢地向士兵移动。
突然，警卫队士兵一齐朝天空开枪，学生们惊吓之余秩序大乱，国民警卫队随即展開武力鎮壓。警卫队士兵向学生们开枪，许多学生不同部位被打中，不断有学生中弹倒地。
俄亥俄州国民警卫队的副官告诉记者当时有一名狙击手朝警卫队士兵们开枪。这一声明的真实与否一直歷經争论。之后许多的警卫队士兵作证说“自己当时害怕自己的生命受到威胁”。这一点受到了质疑，一方面是因为当时他们和死伤的学生之间的距离。时代杂志之后总结说“肯特州立大学枪击案并不是意外”。负责调查校园骚乱事件的总统委员会试图回避对枪击案发生原因的调查，竭力对抗议者和警卫队两方都给以批评。但委员会仍旧总结说“这次朝学生人群的无差别射击事件以及四名学生的死亡是不必要，无根据且不可原谅的。”
这次枪击事件共造成4名学生死亡，9人受伤。其中两名死难学生艾莉森·克劳斯（Allison Krause）和杰弗里·米勒（Jeffrey Miller）参与了抗议活动，而另两名死者桑德拉·朔伊尔（Sandra Scheuer）和威廉·诺克斯·施罗德（William Knox Schroeder）则是在一节课下课以后赶去上另一节课的途中被击中的。施罗德本人也是后备军官训练队的隊员。所有的伤者中没有一个人与警卫队士兵的距离小于71英尺。所有的死者中，米勒与士兵的距离最近，为265英尺。他们四人与警卫队士兵的平均距离为345英尺。

### 目击者的描述
目击者1：
突然，他们转过身来，弯下膝盖瞄准射击，仿佛是接到命令一样同时完成了这些动作。当时我站在那里还说，他们不会射击的，他们不可能会那么做的。如果他们要射击的话，一定射的是空包弹。
目击者2：
那些子弹一定朝着我飞来，因为当子弹掠过头顶时可以听见噼啪的声音。我在拐弯处摔倒了。我看见一个学生被子弹击中。他原本是想奔向一辆汽车，结果中弹倒在地上。另一名学生试图把他拉到汽车后面。子弹穿过了车窗。
那名学生倒地的时候，我又看见另一名学生倒在紧挨着路缘的地方。他在车的另一头，离我大约有25到30码远。射击零零星星地总共持续了25秒，30秒或者35秒。
射击停止后，我大约在那里躺了10到15秒，然后站了起来。我看见4至5名学生躺在停车场上。这时人们开始集体歇斯底里起来。学生们哭喊着，叫着救护车。我听见一名女孩尖叫道：「他们用的不是空包弹！他们用的不是空包弹！」

### 5月4日晚些时候
枪击刚刚停止，许多愤怒的学生准备不顾一切地向国民警卫队发起攻击。许多教职员工在一位地质学教授格伦·弗兰克的带领下，恳求学生们离开公共草坪，不要让暴力事件再次升级。他们说道：「我不在乎你们之前有没有听过有人这么说，我现在恳求你们，如果你们现在不马上解散，他们马上就要赶过来。结果只可能是一场大屠杀。求求你们可以听我说话吗？上帝啊，我不想被卷入到这里面来……」
在弗兰克长达二十分钟的讲话之后，学生们终于离开了公共草坪。这时救护人员也奔向了受伤者，警卫队也离开了那里。弗兰克教授的儿子当时也在场，他说道：“他无疑拯救了我和其他上百个人的性命。”

## 伤亡情况
死者：
- 艾莉森·克劳斯（Allison Krause）：19岁；距警卫队343英尺（105米）；左胸中弹，次日死亡。
- 杰弗里·米勒（Jeffrey Miller）：20岁；距警卫队265英尺（81米）；子弹从口中穿过，当场死亡。
- 威廉·诺克斯·施罗德（William Knox Schroeder）：19岁；距警卫队382英尺（116米）；胸部中枪，经手術抢救无效后死亡。
- 桑德拉·李·朔伊尔（Sandra Lee Scheuer）：20岁；距警卫队390英尺（120米）；颈部中槍，失血过多后死亡。

伤者：
- 迪恩·R·凯勒（Dean R. Kahler）：距警卫队300英尺（91米）；脊椎中槍，腰部以下終生瘫痪。
- 小约瑟夫·路易斯（Joseph Lewis Jr.）：距警卫队71英尺（22米）；右腹和左小腿受伤。
- 约翰·R·克利瑞（John R. Cleary）：距警卫队110英尺（34米）；左上胸部受伤。
- 托马斯·马克·格蕾丝（Thomas Mark Grace）：距警卫队225英尺（69米）；左脚踝受伤。
- 艾伦·迈克尔·坎弗拉（Alan Michael Canfora）：距警卫队225英尺（69米）；右手腕受伤。
- 道格拉斯·艾伦·伦特莫尔（Douglas Alan Wrentmore）：距警卫队329英尺（100米）；右膝受伤。
- 詹姆斯·丹尼斯·罗素（James Dennis Russell）：距警卫队375英尺（114米）；右大腿中弹，前额擦伤。
- 罗伯特·弗里斯·斯坦普斯（Robert Follis Stamps）：距警卫队495英尺（151米）；右臀受伤。
- 唐纳德·斯科特·麦肯齐（Donald Scott MacKenzie）：距警卫队750英尺（230米）；颈部受伤。

## 后续影响
世界范围内的报纸和杂志刊登了肯特州立大学惨案死伤者的照片，媒体宣传强化了公众对美国入侵柬埔寨和越南战争的反战情绪。尤其是肯特州立大学新闻专业学生约翰·费罗在事发当场拍摄的照片，记录了14岁的玛丽·安·维奇跪在一名遭擊斃的学生杰弗瑞·米勒尸体前尖叫的场景。这张照片赢得了1970年的普利策奖，也是这次事件乃至整个反越战运动中永存的回忆。
学生抗议引发了当地居民的负面反应，这些负面反应在俄亥俄州当地报纸记录快递（Record-Crourier）编辑来信中得到证实。当时流言四起。5月4日当地报纸的第一版头条新闻声称两个国民警卫队员被杀。肯特居民玛丽·文森特在采访中说，关于即将发生的破坏案和纵火的流言在当地迅速传播。据说，穿国民警卫队制服的共产主义分子开枪打死了4名学生，以此引起争论。「他们应该多杀死几名学生」——当时有人这么说过。枪击案发生后，社区团体并没有对处在危机中的肯特州立大学表示强烈的支持。
枪击案引发了美国大学校园里的强烈抗议。全国范围内的大学生纷纷罢课，至少450所大学因暴力或非暴力形式的游行示威关闭校园。纽约大学的学生悬挂出「他们不能杀死我们所有人」的横幡，传递了学生的反战情绪。5月8日，十一个人在新墨西哥大学的一次学生与新墨西哥国民警卫队的冲突中被刺杀。也是在5月8日，在纽约市政大厅举行了一次反战抗议活动，这次活动一方面也是因纪念肯特州立大学枪击案死难者组织的。抗议者遭遇了皮特·J·布瑞南组织的支持尼克松的建筑工人集会，后来引发了“硬帽子暴动（Hard Hat Riot）”。
枪击案5天后，十万人在首都华盛顿举行示威游行，反对越战，抗议国民警卫队枪击手无寸铁的学生。尼克松总统1969至1974年的主要演讲撰稿者雷·普莱斯回忆那天的示威时说：「整个城市就是个武装阵营。暴徒到处打砸窗户，割裂轮胎，把停泊的车拖拽到十字路口，甚至把床垫的弹簧扔下。他们说这是学生抗议。这完全不是学生抗议，简直是内战。」尼克松不得不去戴维营避了两天风头，尼克松的1969至1973年的顾问查尔斯·科尔森也声明政府召集军事力量以保卫行政机关。科尔森回忆：「第82空降师集结在行政办公楼的地下室裡，我下去跟他们聊天。走在他们中间，（我发现）他们躺在地上，靠着他们的包裹，他们的头盔、子弹带，还有竖直的步槍。那时你会想：『这肯定不是美国。这肯定不是世界上最民主的国家。这是个和自己作战的国家。』」
枪击案发生后不久，城市研究所发起了一项全国调查。调查结果表明，肯特州立大学枪击案是美国历史上唯一一个由单一因素导致全国学生罢课的事件。至少400万名学生参加了抗议活动，至少九百所美国大学和学院在学生罢课期间关闭。肯特州立大学的校园关闭了6星期。在枪击案后立即进行的一项盖洛普民意调查显示，58%的被调查者认为错在学生，11%谴责国民警卫队，31%没有发表意见。尼克松总统和他的政府对枪击案的反应在反战运动中被许多人指责为冷酷无情。国家安全顾问说，当时总统在「假装冷漠」。斯坦利·卡农在他的著作《越南：一段历史》中指出，「（尼克松）政府最初对待枪击案的态度是恶意的麻木。尼克松的新闻秘书龙·季格乐，在精心准备的发言中提及枪击案的死者说『当意见的分歧演变为暴力冲突时，它会导致悲剧。』」尼克松自己声称，是那些「流浪汉」破坏了美国的校园。艾莉森·克劳斯的父亲在国内电视台上回应：「我的孩子不是流浪汉。」 
卡农在他的著作里还记载了1970年5月9日凌晨4时15分，总统遇见了大概30名在林肯纪念堂前守夜的学生，然后尼克松「跟他们不得体而屈尊地滔滔不绝地独白，尴尬地向公众展示他的善举」。尼克松还被白宫副内政伊杰·克劳追踪。克劳持有和卡农不同的观点，「我觉得这是一个意义重大而贴近公众的行为。」无论如何，会见学生后，双方都没有让对方改变立场。尼克松还表示，反越战运动是外国共产主义的爪牙。
5月14日，肯特州立大学枪击案10天之后，在杰克逊州立大学，在类似的情况下，两名黑人学生被警察枪杀，12名学生受伤，但是这次的事件没有像肯特州立大学枪击案一样引起全国范围的关注。当时，全国范围内引发了广泛的讨论。枪击美国公民是否有合法的解释？抗议和禁止抗议的决定是否符合宪法？某些个人和媒体的记录材料甚至用「屠杀」这个词来描述枪击案，就像描述1770年5人被杀，数人受伤的波士顿大屠杀一样。
1970年6月13日，在肯特州立大学和杰克逊州立大学惨案发生之后，尼克松总统设置了关于校园动乱的总统委员会，名为斯克兰顿委员会。委员会由尼克松指挥，致力于解决全国范围内大学校园的分歧、动乱、暴力事件。
1970年6月20日，堪萨斯大学的一名大一新生尼克·赖斯在反战抗议期间被当地警方在临近校园的地方枪杀。
总统委员会在1970年九月的一份报告中发布了他们的调查结果，结果表明，俄亥俄州的国民警卫队在1970年5月4日的枪击是没有必要的。报告指出，即使警卫队遇到了危险，这种危险也不需动用枪击。28名警卫队员的61次枪击绝对没有必要。显而易见地，没有人下达开枪的命令。当时在毯子山没有严格的枪支管理条例。肯特州立大学的惨案后，必须终止警卫队以实枪荷弹处理学生示威的行为。
1970年9月，24名学生和一名教职工被起诉称在惨案发生前3天就在密谋后备军官训练楼前的游行。这些從照片中指认出的嫌疑人被称为「肯特25」。有关后备军官训练楼纵火的5件案子都进行了审判。一名非学生的被告在一项指控上被判定有罪，另外两名不是学生的被告认罪。另外一名被告被宣判无罪，驳回了所有质控。1971年12月，对其他20人的指控都因证据不足而撤销。
肯特枪击案促使国民警卫队反思了控制人群的方法。那天警卫们用来驱散人群的唯一装备只有來福槍、刺刀与催泪弹。接下来的几年中，美軍开始开发致命性低的驱散装备（比如橡皮弹），并且改变了人群与骚乱应对策略，避免悲剧在示威者身上发生。这些由于肯特枪击案所催生的改变至今仍由美国警察及军队使用，并于类似的实践中運用，如1992年洛杉矶骚乱，以及2005年卡特里娜飓风袭击后的治安秩序波动。
1971年肯特州立大学建立了“和平改变”中心，作为“1970年5月4日事件的活纪念堂”。现在这座中心更名为应用冲突解决管理中心，它建立了美国最早的“冲突解决”本科生项目。1998年，致力于防止暴力的交叉学科项目——暴力研究与防范学院建立。

## 审判与道歉
8名警卫队员受到了大陪审团的起诉，他们宣称，开枪是出于自卫。1974年，美国地区法官弗兰克·巴蒂斯蒂以起诉方证据不足为由，取消了对8名警卫队员的指控。
2007年5月，被起诉的开枪警卫队员之一，拉瑞·夏法对肯特的《纪录快递报》说到：「我没有听到任何开枪的命令。除此之外无可奉告。」夏法当时是拉韦纳的议员，曾经担任过消防队长。他接着说：「我不是说长官没有下达开枪的命令，只是在那样吵闹的环境里，我不相信有人能听见什么。」
警卫队员、俄亥俄州政府及肯特州立大學校長也受到了民事起诉。受害者及其家属起诉了罗兹州长、肯特州立大學校長和国家警卫队队员。经过长达11周的审判，陪审团的裁决一致支持了被告。然而，由于联邦法官对于一名陪审员在庭外被威胁事件的处理不当，判决在第六轮上诉法庭被改判。俄亥俄州被判支付所有原告67,500美元的赔偿（州里认为这是辩护的费用），并且所有被告被要求作出如下的公开道歉：
1970年5月4日的悲剧本来不应该发生。尽管学校已经发布了禁止集会、疏散学生的命令，学生们可能仍然认为他们继续大规模反对入侵柬埔寨的行为是正确的。第六轮上诉法庭认为学校发布的命令是合法的。
出于对先前事件的恐惧，毯子山上的一些警卫队员可能认为他们自己有生命危险。现在看来是这种对峙可以有方法解决。一定要找到更好的办法解决这种对峙。
我们真诚地希望，我们能找到一种方法避免枪击案以及无可挽回的死伤的发生。我们对于枪击案的发生表示遗憾，更为4名学生的死亡和9名学生的受伤感到深深的痛心。我们希望诉讼的结束能够帮助抚平伤痛的记忆。
记者I.F.斯通写道：“有些人觉得“谋杀”这个字眼太过严重，但在枪击案3天后，阿格纽在洛杉矶的戴维·弗罗斯特秀上用的就是这个词。在回答“肯特州立大学发生的一切是谋杀”时，阿格纽以他一名律师的专业水准，认为这不是一级谋杀，因为枪击没有预谋，只是警卫队员们由于愤怒而反应过度。这是谋杀，这并不是预谋的，但一定不能宽恕。”
聯邦調查局报告指出，一个非全日制学生泰瑞·诺曼，被学生抗议者认为是校园警察和阿克戎聯邦調查局分處的线人。诺曼在5月4日抗议活动时在场，并且拿着照片辨认学生领袖，当时他带着小手枪和防毒面具。
1970年，聯邦調查局局长約翰·埃德加·胡佛在回应乔治·爱什布鲁克议员时否认诺曼为聯邦調查局工作，而诺曼自己的声明反驳了他的说法。1973年8月13日，印第安纳州参议院波茨·白依發给候任俄亥俄州州长乔治·J·吉里干一份备忘录，他说根据警卫队员的供词，诺曼有可能开了第一枪，警卫队员声称在示威者附近有一声枪响，才激起了警卫队员开始开枪。
在枪击案之后的40年裡，争论一直没有停止。
两名幸存者已经去世：2007年6月23日詹姆士·罗塞尔去世，2008年6月罗伯特·斯坦普斯去世。

## 参見
- 美國內亂事件一覽表